# The Other Final
The Other Final là một bộ phim tài liệu năm 2003 do Johan Kramer làm đạo diễn. Bộ phim có nội dung về trận đấu bóng đá giữa Bhutan và Montserrat, hai đội bóng có thứ hạng thấp nhất trên bảng xếp hạng FIFA lúc bấy giờ. Trận đấu được diễn ra trên Sân vận động Changlimithang, Thimphu, Bhutan, cùng ngày với trận chung kết Giải vô địch bóng đá thế giới 2002. Bhutan giành chiến thắng 4–0, qua đó có lần đầu tiên thắng và cũng là lần đầu tiên giữ sạch lưới trong một trận đấu. Trận đấu được FIFA công nhận, qua đó giúp Bhutan thoát khỏi đáy bảng xếp hạng thế giới và Montserrat tiếp tục giậm chân ở vị trí cuối cùng. Điều khiển trận đấu này là trọng tài Steve Bennett (Anh).

## Bối cảnh
Tuyên bố của KesselsKramer về mục đích của bộ phim.
Vào năm 2002, Montserrat xếp đội sổ trên bảng xếp hạng FIFA lúc bấy giờ - thứ 203, còn Bhutan xếp trên họ 1 bậc. Trước trận, Bhutan có trận đấu quốc tế đầu tiên vào năm 1982, nhưng chưa bao giờ thắng một trận đấu chính thức nào (họ có một chiến thắng trước Tây Tạng, nhưng không được tính), trong khi Montserrat chỉ giành được hai chiến thắng, đều trước Anguilla ở Cúp Caribe năm 1995. Ngoài ra, những hạn chế về tài chính và sự sụt giảm mức độ phổ biến của môn thể thao vua trong những năm 80 và 90 đã ảnh hưởng đến sự phát triển của đội, cùng với cơ sở vật chất không tốt đã khiến họ chưa bao giờ tham dự một vòng chung kết World Cup.
Montserrat phải gánh chịu nỗi đau sau khi núi lửa Soufrière Hills phun trào, tàn phá trên diện rộng. Chúng đã từng xảy ra vào các năm 1897–1898, 1933–1937 và một lần nữa vào năm 1966–1967, nhưng vụ phun trào vào ngày 18 tháng 7 năm 1995 là vụ đầu tiên ở Montserrat kể từ thế kỷ 16. Khi luồng mạt vụn núi lửa và dòng bùn xảy ra thường xuyên, người dân sinh sống ở thủ đô Plymouth đã được sơ tán, và một tuần sau, thành phố bị chôn vùi dưới những mảnh vụn dày hàng mét. Tàu HMS Liverpool của hải quân Anh đóng vai trò quan trọng trong việc sơ tán người dân Montserrat đến các nơi khác; bao gồm cả ở Antigua và Barbuda. Khoảng 7.000 người, chiếm 2/3 tổng dân số, đã sơ tán khỏi Montserrat; 4.000 trong số đó đến Vương quốc Anh. Có thể hiểu rằng những sự kiện thảm khốc này đã có tác động lớn đến nền bóng đá Montserrat và đội đã không thi đấu trong 4 năm. Khi trở về, họ phải thi đấu tất cả các trận đấu trên sân khách bởi vụ phun trào không chỉ phá hủy sân vận động bóng đá duy nhất đạt tiêu chuẩn quốc tế mà còn khiến một nửa dân số phải di cư.
Đồng thời, việc đội tuyển Hà Lan không đủ điều kiện tham dự Giải vô địch bóng đá thế giới 2002, Johan Kramer và Matthijs de Jongh đã cân nhắc việc cổ vũ đội tuyển quốc gia tệ nhất thế giới. (De Jongh nói: "Đó là phiên bản chính thức, nhưng câu chuyện thực sự đằng sau nó là tôi đã đến Bhutan vào năm 2000 và 2001, và tôi bị đất nước này mê hoặc và muốn chia sẻ nó với toàn cầu.") Với việc Bhutan và Montserrat chia nhau 2 vị trí cuối cùng trên bảng xếp hạng FIFA, họ quyết định tổ chức một trận đấu giao hữu giữa hai quốc gia. Trận đấu không hề được sắp xếp dễ dàng như tưởng tượng. Thứ nhất, trận đấu này được sắp xếp bởi các cá nhân chứ không phải bởi các liên đoàn bóng đá có liên quan trong thời gian thi đấu quốc tế thông thường. Cả hai bên đều cho rằng ý tưởng này ngay từ đầu là không thực tế và các quan chức của cả hai liên đoàn bóng đá đều cho rằng đề xuất ban đầu về trận đấu chỉ là một trò đùa và có rất ít hiểu biết về đất nước của nhau. Kramer nói rằng ông nghĩ Montserrat sẵn sàng đồng ý tham gia trận giao hữu và di chuyển đến Bhutan vì chính phủ của họ cảm thấy rằng việc công khai trận đấu ít nhất sẽ đối trọng với những số liệu thống kê đáng buồn về vụ phun trào núi lửa nghiêm trọng gần đây.
3 tuần trước trận đấu, huấn luyện viên người Hà Lan Arie Schans đã bay đến Bhutan để tạm thời dẫn dắt đội và tiến hành các buổi tập hàng ngày kéo dài bốn giờ để chuẩn bị cho trận đấu. Có rất nhiều sự mong đợi ở Thimphu trước trận đấu, mặc dù Liên đoàn bóng đá Bhutan đã tìm cách hạ thấp tầm quan trọng của chiến thắng, nói rằng điều quan trọng là tập trung vào việc thi đấu hơn là chiến thắng. Tuy nhiên, cả hai đội đều rất tập trung vào việc đạt được kết quả tốt; tiền đạo Dinesh Chhetri nói rằng Bhutan sẽ thắng với cách biệt ít nhất 2 bàn, trong khi tiền vệ Antoine Lake-Willix nghĩ rằng Montserrat sẽ thắng với tỷ số 3–0 một cách dễ dàng.

## Chi tiết trận đấu
| Bhutan                             | 4–0 | Montserrat |
| ---------------------------------- | --- | ---------- |
| - Dorji 4', 67', 78' - Chhetri 76' |     |            |

Montserrat khởi đầu trận đấu một cách mạnh mẽ bằng việc gây sức ép, khiến Bhutan gặp khó khăn. Tuy nhiên, thế bế tắc được khai thông chỉ sau 5 phút khi Wangay Dorji đánh đầu ghi bàn giúp Bhutan dẫn trước. Điều này tiếp thêm đà hưng phấn cho Bhutan để tiếp tục tấn công, nhưng khả năng dứt điểm không tốt nên những cơ hội ít ỏi mà họ tạo ra đều không thể chuyển hóa thành bàn thắng. Montserrat đã có thể đứng vững trước Bhutan trong thời gian còn lại và tỷ số 1–0 vẫn được giữ nguyên cho đến khi trọng tài Steve Bennett trao cho Bhutan một quả đá phạt trực tiếp. Dorji nhận trách nhiệm thực hiện và ghi bàn thứ hai của trận đấu. Lợi thế tiếp tục nghiêng về Bhutan khi tiền đạo Dinesh Chhetri nâng tỷ số lên 3-0 ở phút thứ 76, trước khi Dorji tận dụng sự bào mòn thể lực của đội Montserrat để hoàn thành cú hat-trick và ấn định chiến thắng 4–0, Chiến thắng đầu tiên của Bhutan trên đấu trường quốc tế thực sự là kết quả thuyết phục. Mặc dù có lợi thế về chiều cao, Montserrat khó có thể thi đấu lâu dài, nhất là khi ở một môi trường khắc nghiệt (trận đấu diễn ra độ cao 7.500 foot (2.300 m) so với mực nước biển) và trên thực tế, họ hiếm khi gây khó khăn cho khung thành Bhutan, chỉ có một cú sút trúng đích mà Vladimir Farrell sút thẳng vào thủ môn Bhutan. 15.000 cổ động viên đã đến sân theo dõi trận đấu, sau đó là chương trình văn nghệ kéo dài một giờ đồng hồ.

## Giải thưởng
- Giải Festival Avignon cho phim tài liệu xuất sắc nhất: 2003
- Liên hoan phim quốc tế Bermuda – Giải thưởng cho phim tài liệu – Giải đặc biệt: 2003

## Nhiếp ảnh và sách
Hợp tác với KesselsKramer, nhiếp ảnh gia người Hà Lan Hans van der Meer đã chụp những bức ảnh về trận đấu đó. Chúng được sưu tầm thành một cuốn sách ảnh, Bhutan–Montserrat: The Other Final.